# Anund Gårdske
Anund Gårdske, dessen richtiger Name unbekannt ist, war König von Schweden etwa zwischen 1070 und 1075, nachdem Halsten Stenkilsson vom Thron verjagt worden war.

## Leben
Über Anund Gårdskes Regierungszeit ist nur wenig bekannt. Vermutlich ging er nie nach Uppsala, um die Krone abzuholen. Er gehörte zu derselben Familie wie Erik der Siegesfrohe, das heißt der alten Königsfamilie aus Uppsala. Wir wissen noch, dass er aus Russland kam, daher der Beiname, Anund der Russe. 
1075 akzeptierten die Schweden Haakon den Roten aus Västergötland als ihren König.
Der Name Anund Gårdske bedeutet Anund från Gårdarike, das heißt Anund aus Gårdarike.
| Vorgänger | Amt                | Nachfolger      |
| --------- | ------------------ | --------------- |
| Halsten   | König von Schweden | Haakon der Rote |

| Personendaten    | Personendaten                                    |
| ---------------- | ------------------------------------------------ |
| NAME             | Gårdske, Anund                                   |
| KURZBESCHREIBUNG | König von Schweden (etwa zwischen 1070 und 1075) |
| GEBURTSDATUM     | vor 1070                                         |
| STERBEDATUM      | zwischen 1070 und 1075                           |